# Friedrich Zschokke

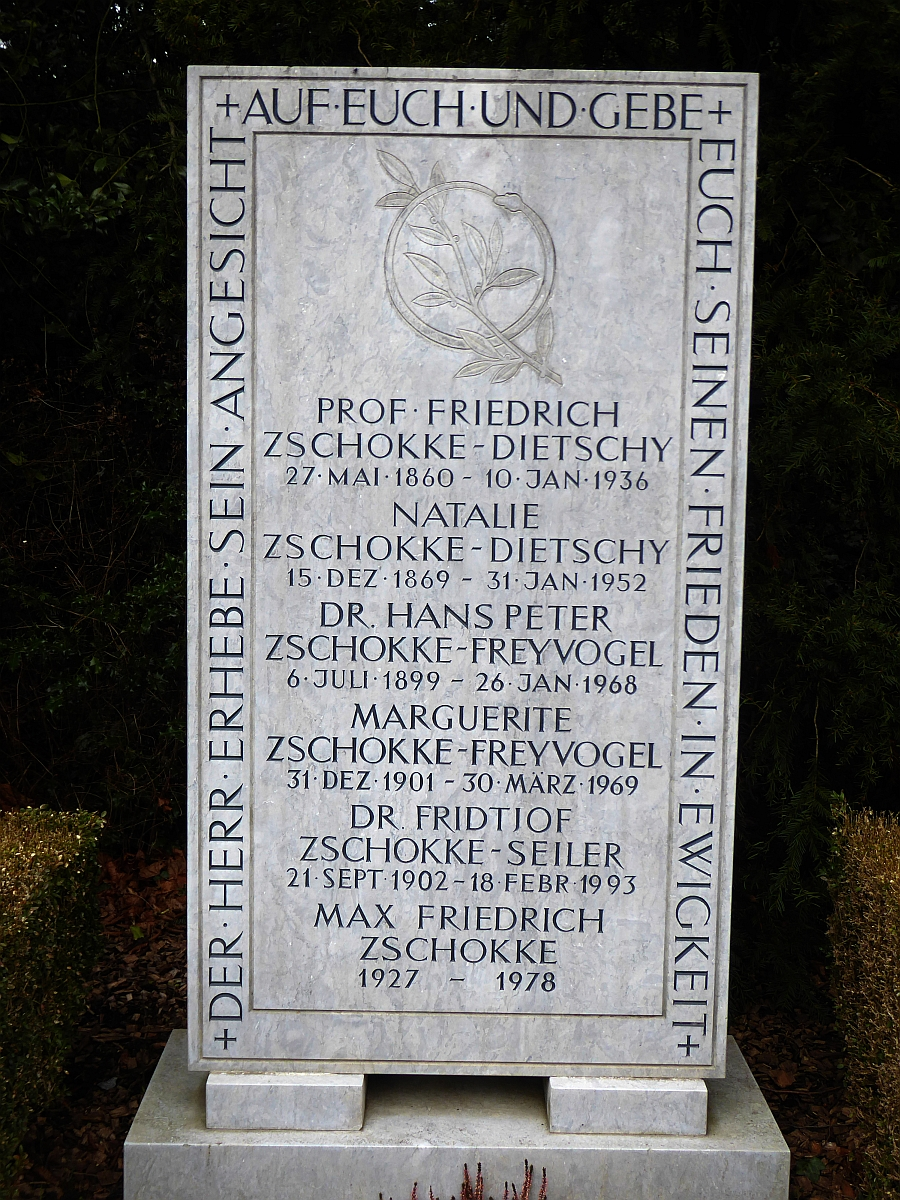
Familiengrab auf dem Friedhof am Hörnli, Riehen, Basel-Stadt

Friedrich Zschokke (* 27. Mai 1860 in Aarau; † 10. Januar 1936 in Basel) war ein Schweizer Zoologe.

## Leben
Friedrich Zschokke war ein Sohn des Ingenieurs Olivier Zschokke und ein Enkel des Schriftstellers Heinrich Zschokke.
Er war Professor der Zoologie und der vergleichenden Anatomie an der Universität Basel von 1893 bis 1931. Er war Lehrer von Adolf Portmann und mit Fridtjof Nansen befreundet. Er forschte vor allem über die Tiergeographie und über die Kleintiere in Gewässern. Er hatte eine starke Verbundenheit mit seinen Studenten und leitete viele Forschungsexkursionen, vor allem in den Bergen. Er ermöglichte 1936 mit einer Spende den Bau des Zschokke-Hauses auf der Gerschnialp oberhalb Engelberg, das bis heute der Studentenschaft der Universität Basel gehört und primär für Lager und Projektwochen verwendet wird.
Friedrich Zschokke war Mitglied im Schweizerischen Zofingerverein. 1892 wurde er zum Mitglied der Leopoldina gewählt. 1910/1911 war er Präsident der Deutschen Zoologischen Gesellschaft. Seit 1930 war er korrespondierendes Mitglied der Preussischen Akademie der Wissenschaften. Der Akademische Alpenclub Basel ernannte Zschokke zu seinem Ehrenmitglied.

## Werke
- Die Tierwelt der Hochgebirgsseen. Neue Denkschr. Allg. Schweiz. Ges. Nat. 37, 1900, S. 1–400.
- Die Tierwelt der Schweiz in ihren Beziehungen zur Eiszeit. Benno Schwabe, Basel 1901, S. 1–71 (zobodat.at [PDF]).